# Chikila
Chikila é um gênero de anfíbio da ordem Gymnophiona. É o único gênero dentro da família Chikilidae. Todas as espécies do gênero são do nordeste da Índia.

## Espécies
- Chikila alcocki Kamei et al., 2013
- Chikila darlong Kamei et al., 2013
- Chikila fulleri (Alcock, 1904) Kamei et al., 2012
- Chikila gaiduwani Kamei et al., 2013